# Państwowa Komisja Wyborcza

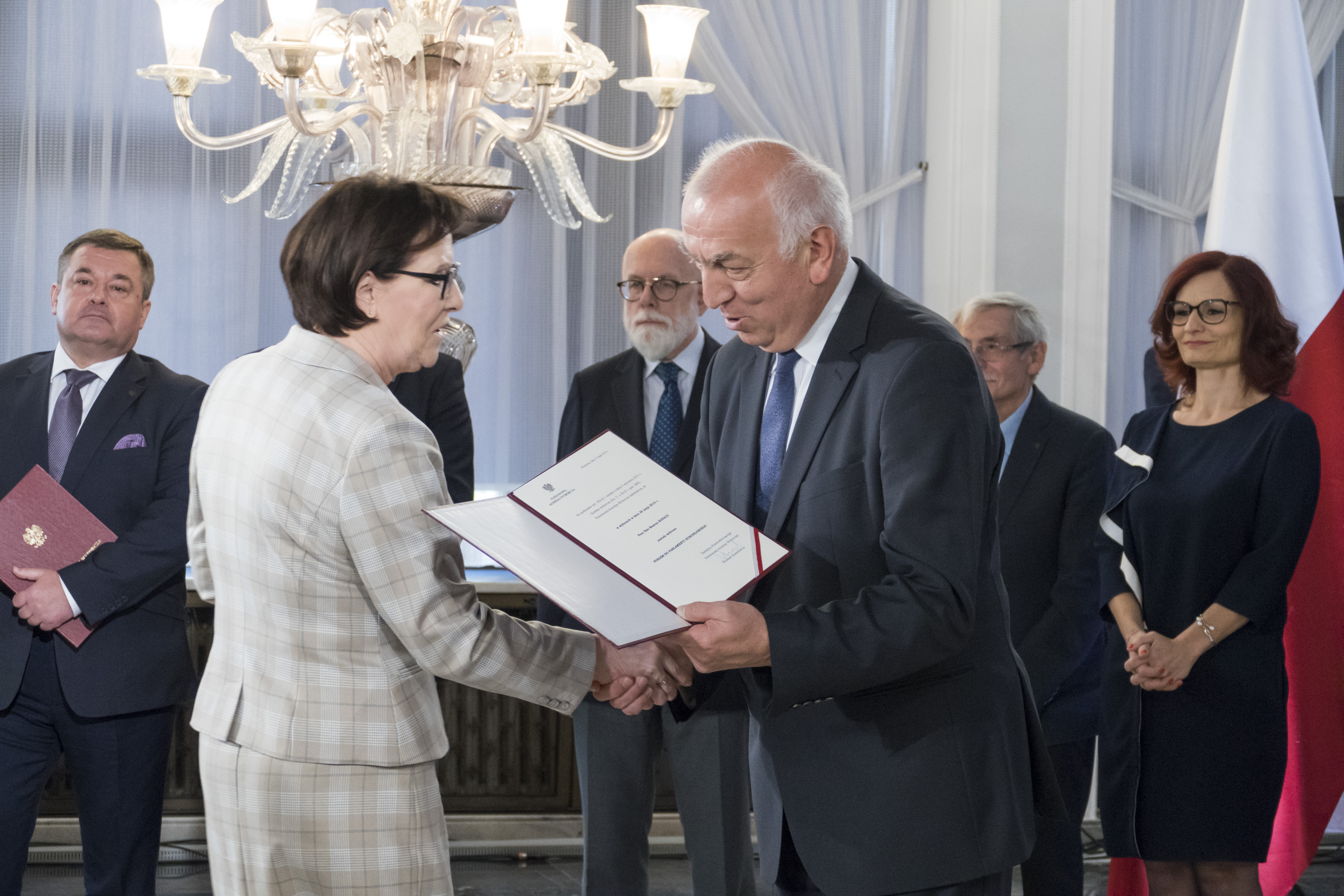
Uroczystość wręczenia aktów stwierdzenia wyboru posłów do Parlamentu Europejskiego (2019)

Państwowa Komisja Wyborcza (PKW) – stały (od 1991) najwyższy organ wyborczy właściwy w sprawach przeprowadzania wyborów (do Sejmu i Senatu, Prezydenta, do organów samorządu terytorialnego i Parlamentu Europejskiego) oraz referendów (ogólnokrajowych i lokalnych) w Polsce.
Przepisy normujące działalność PKW znajdują się w ustawie z dnia 5 stycznia 2011 r. – Kodeks wyborczy (art. 157–165).
Obsługę Państwowej Komisji Wyborczej zapewnia Krajowe Biuro Wyborcze (KBW).
Siedziba PKW znajduje się w zespole budynków Kancelarii Prezydenta przy ul. Wiejskiej 10 w Warszawie, w bezpośrednim sąsiedztwie Sejmu i Senatu.

## Historia
Geneza Państwowej Komisji Wyborczej sięga II Rzeczypospolitej, wśród organów wyborczych wymieniała ją ordynacja wyborcza z 1922. W skład pierwszej PKW wchodził Generalny Komisarz Wyborczy lub jego zastępca, obydwaj mianowani przez Prezydenta na wniosek Prezesa Rady Ministrów spośród trzech kandydatów wskazanych przez zebranie Prezesów Sądu Najwyższego, jako przewodniczący, oraz 8 członków lub ich zastępców przedstawionych Komisarzowi przez osiem najliczniejszych klubów ustępującego Sejmu. Państwowa Komisja Wyborcza urzędowała do dnia wygaśnięcia mandatów posłów (art. 11 Konstytucji) lub rozwiązania Sejmu.
Powoływania PKW nie przewidywała już ordynacja wyborcza z 1935.
Do polskiego prawa wyborczego Państwowa Komisja Wyborcza powróciła po II wojnie światowej. Zgodnie z art. 13 ordynacji do Sejmu Ustawodawczego z 1946, PKW składała się z Generalnego Komisarza Wyborczego jako przewodniczącego, jego zastępcy oraz 6 członków, reprezentujących 6 klubów poselskich Krajowej Rady Narodowej, powołanych przez Prezydium Krajowej Rady Narodowej spośród kandydatów przedstawionych przez poszczególne kluby w liczbie co najmniej trzech. W tym samym trybie powoływano 6 zastępców członków PKW. Generalnego Komisarza Wyborczego mianowało Prezydium Krajowej Rady Narodowej na wniosek Prezesa Rady Ministrów spośród członków Sądu Najwyższego, Najwyższego Trybunału Narodowego lub Sądu Apelacyjnego.
Zgodnie z ordynacjami z 1956 i 1976 Państwowa Komisja Wyborcza była powoływana przez Radę Państwa spośród osób wysuniętych przez naczelne władze organizacji politycznych i społecznych. W jej skład wchodzili: przewodniczący, dwaj jego zastępcy, sekretarz oraz 12 członków.
Kolejna ordynacja, z 1985, zwiększyła liczbę członków Komisji (składała się ona z przewodniczącego, 2–4 zastępców oraz 15 członków). Byli oni powoływani przez Radę Państwa najpóźniej w 85 dniu przed dniem wyborów spośród wyborców wysuniętych przez Komitet Wykonawczy Rady Krajowej Patriotycznego Ruchu Odrodzenia Narodowego oraz naczelne władze: Polskiej Zjednoczonej Partii Robotniczej, Zjednoczonego Stronnictwa Ludowego, Stronnictwa Demokratycznego, Stowarzyszenia „Pax”, Chrześcijańskiego Stowarzyszenia Społecznego oraz Polskiego Związku Katolicko-Społecznego.
Ostatnia ordynacja wyborcza z okresu PRL, uchwalona w celu przeprowadzenia wyborów do Sejmu kontraktowego, powtarzała postanowienia ordynacji z 1985 o liczebności Państwowej Komisji Wyborczej, wprowadzono natomiast zmiany dotyczące jej powoływania – PKW powoływała Rada Państwa, najpóźniej w 40. dniu przed dniem wyborów, spośród wyborców wysuniętych przez naczelne władze organizacji politycznych i społecznych lub ich porozumienia. Rada Państwa mogła również powołać w skład Komisji innych wyborców.
Po raz kolejny PKW powołano w 1990 w celu przeprowadzenia wyborów prezydenckich. Zgodnie z ustawą z dnia 27 września 1990 r. o wyborze Prezydenta Rzeczypospolitej Polskiej, Państwową Komisję Wyborczą powoływał Marszałek Sejmu w terminie 7 dni od zarządzenia wyborów. W skład Komisji wchodziło po 5 sędziów Trybunału Konstytucyjnego, Sądu Najwyższego i Naczelnego Sądu Administracyjnego wskazanych przez prezesów tych sądów.
Państwowa Komisja Wyborcza w obecnym kształcie organizacyjnym, ale trochę węższych kompetencjach, została powołana ustawą z dnia 28 czerwca 1991 r. – Ordynacja wyborcza do Sejmu Rzeczypospolitej Polskiej, którą zastępowały kolejno: ustawa z dnia 28 maja 1993 r. Ordynacja wyborcza do Sejmu Rzeczypospolitej Polskiej oraz ustawa z dnia 12 kwietnia 2001 r. – Ordynacja wyborcza do Sejmu Rzeczypospolitej Polskiej i do Senatu Rzeczypospolitej Polskiej.
Od 2011 podstawą prawną funkcjonowania PKW jest Kodeks wyborczy (art. 157–165).
12 listopada 2019 wraz z rozpoczęciem pracy Sejmu IX kadencji weszły w życie przepisy ustawy z dnia 11 stycznia 2018  o zmianie niektórych ustaw w celu zwiększenia udziału obywateli w procesie wybierania, funkcjonowania i kontrolowania niektórych organów publicznych zmieniające sposób wybierania składu Państwowej Komisji Wyborczej.
W dyskusji dotyczącej instytucji i funkcji Państwowej Komisji Wyborczej pojawią się postulaty uczynienia z niej organu konstytucyjnego.

## Skład i prace Komisji
W skład PKW wchodzi 9 osób:
- sędzia Trybunału Konstytucyjnego, wskazany przez Prezesa Trybunału Konstytucyjnego,
- sędzia Naczelnego Sądu Administracyjnego, wskazany przez Prezesa Naczelnego Sądu Administracyjnego,
- 7 osób mających kwalifikacje do zajmowania stanowiska sędziego, wskazanych przez Sejm.

Kadencja członków Państwowej Komisji Wyborczej, będących sędziami wskazanymi przez Prezesów TK oraz NSA, wynosi 9 lat.
Kadencja członka Państwowej Komisji Wyborczej, wskazanego przez Sejm, odpowiada kadencji Sejmu.
W skład Państwowej Komisji Wyborczej może wchodzić lub zostać powołany także sędzia w stanie spoczynku. To rozwiązanie po raz pierwszy wprowadziła ordynacja z 2001, wcześniej członkami PKW mogli być wyłącznie czynni sędziowie Trybunału Konstytucyjnego, Sądu Najwyższego i Naczelnego Sądu Administracyjnego.
Członków Państwowej Komisji Wyborczej powołuje Prezydent Rzeczypospolitej Polskiej w drodze postanowienia, które wymaga także kontrasygnaty Prezesa Rady Ministrów (art. 144 Konstytucji). Wskazanie sędziego przez prezesa właściwego sądu jest dla głowy państwa wiążące. Postanowienie Prezydenta podaje się do wiadomości publicznej oraz ogłasza w Dzienniku Urzędowym Rzeczypospolitej Polskiej „Monitor Polski”.
Członkowie PKW pełnią swoje funkcje permanentnie, tj. także w okresach, kiedy nie toczą się żadne prace dotyczące wyborów. Wchodząc w skład administracji wyborczej, pełnią je niezależnie od wykonywanych funkcji. Jeżeli są sędziami czynnymi zawodowo, wypełniają w tym samym czasie swoje obowiązki sędziowskie związane z orzekaniem.
Wygaśnięcie członkostwa w Państwowej Komisji Wyborczej przed upływem kadencji następuje w przypadku:
- zrzeczenia się członkostwa,
- podpisania zgody na kandydowanie w wyborach bądź też objęcia funkcji pełnomocnika lub męża zaufania (art. 153 § 2 kodeksu)
- śmierci,
- ukończenia 70 lat przez członka Komisji
- odwołania przez Prezydenta Rzeczypospolitej na uzasadniony wniosek podmiotu wskazującego.

Prezydent nie może odwołać członka PKW z własnej inicjatywy. Uzupełnienie składu Państwowej Komisji Wyborczej następuje w trybie i na zasadach określonych w przepisach o jej powołaniu. Uzupełnienie składu podaje się do wiadomości publicznej oraz ogłasza w Dzienniku Urzędowym Rzeczypospolitej Polskiej „Monitor Polski”.

### Prace Komisji
Państwowa Komisja Wyborcza wybiera ze swego składu przewodniczącego i dwóch zastępców przewodniczącego. Funkcję sekretarza Komisji pełni z urzędu Szef Krajowego Biura Wyborczego, będący organem wykonawczym PKW. Nie jest on członkiem Komisji, ale uczestniczy w jej posiedzeniach z głosem doradczym.
Komisja obraduje w obecności co najmniej 5 członków, w tym jej przewodniczącego lub jednego z jego zastępców. Uchwały i inne rozstrzygnięcia PKW zapadają większością głosów w głosowaniu jawnym. W przypadku równej liczby głosów o wyniku rozstrzyga głos przewodniczącego posiedzenia.

### Krytyka działalności PKW w 2014
W listopadzie 2014 Państwowa Komisja Wyborcza stała się przedmiotem krytyki w związku z m.in. nieprawidłowym działaniem systemu informatycznego podczas I tury wyborów samorządowych i spowodowanym tym blisko tygodniowym opóźnieniem w podaniu oficjalnych wyników głosowania. W rezultacie 1 grudnia funkcji pełnionych w PKW zrzekli się: Przewodniczący Komisji Stefan Jaworski oraz 7 z 8 pozostałych członków PKW (nie zrobił tego jedynie Wiesław Kozielewicz, który 21 listopada zastąpił Stanisława Kosmala, w związku z ukończeniem przez niego 70. roku życia). Wcześniej do dymisji podał się sekretarz PKW – Szef Krajowego Biura Wyborczego Kazimierz Czaplicki.
20 listopada 2014 do pomieszczeń Państwowej Komisji Wyborczej wtargnęła grupa osób protestujących m.in. przeciw opóźnieniom w liczeniu głosów, co doprowadziło do czasowego przerwania pracy Komisji. W wyniku interwencji policji zatrzymano 12 osób, a szef Kancelarii Prezydenta, do której należy budynek w którym mieszczą się biura PKW, wystąpił do Biura Ochrony Rządu o ponowne objęcie go przez BOR stałą ochroną.
W sondażu przeprowadzonym przez CBOS w grudniu 2014 pracę Państwowej Komisji Wyborczej negatywnie oceniło 63% badanych.
W grudniu 2014 Krajowe Biuro Wyborcze rozpoczęło prace nad budową nowego systemu informatycznego do obsługi wyborów. PKW podjęła decyzję, że do czasu zakończenia tych prac i pomyślnego wyniku testów, wszystkie wybory w 2015 będą przeprowadzane bez wsparcia systemu informatycznego.
Po dobrze przygotowanych i zorganizowanych wyborach samorządowych w 2018 zaufanie do PKW i KBW wzrosło, a działalność tych instytucji pozytywnie oceniło ponad dwie trzecie (69%) Polaków, a 84% ankietowanych uważało, że wyniki wyborów do sejmików województw podane przez PKW są wiarygodne. PKW wyniki podała w nocy z 24 na 25 października, czyli niemal trzy dni szybciej niż zrobiła to w 2014 roku.
Z kolei po sprawnie przeprowadzonych eurowyborach 2019 podane przez PKW wyniki wyborów w maju 2019 nie budzą wątpliwości wśród 86% Polaków. W wyborach do Parlamentu Europejskiego w 2014 roku od momentu zamknięcia lokali wyborczych do oficjalnego ogłoszenia wyników eurowyborów minęły 24 godziny i 25 minut. W 2019 roku – jedynie 17 godzin i 25 minut.

## Obecny skład Państwowej Komisji Wyborczej

### Przewodniczący Komisji
- Sylwester Marciniak – sędzia Naczelnego Sądu Administracyjnego

Konferencja prasowa PKW

### Zastępcy Przewodniczącego Komisji
- Wojciech Sych – sędzia Trybunału Konstytucyjnego
- Konrad Składowski

### Członkowie Komisji[48]
- Ryszard Balicki
- Paweł Gieras
- Ryszard Kalisz
- Maciej Kliś
- Arkadiusz Pikulik
- Mirosław Suski

### Sekretarz Komisji
- Rafał Tkacz – szef Krajowego Biura Wyborczego (z głosem doradczym)

W dniu 25 czerwca 2015 r. Sejm uchwalił ustawę o zmianie ustawy – Kodeks wyborczy zakładającą m.in. 9-letnią kadencyjność członków PKW, od dnia wejścia w życie ustawy zmieniającej. Formalne rozpoczęcie 9-letniej kadencji każdego z sędziów rozpoczęło się wraz z wejściem w życie odpowiedniego przepisu – art. 1 pkt 21 lit. a. w związku z art. 3 tejże ustawy, tj. 1 stycznia 2016 rozpoczęła się 9-letnia kadencja członków PKW.

## Zadania

### Zadania związane z przeprowadzaniem wyborów
Do zadań Państwowej Komisji Wyborczej w sprawach związanych z przeprowadzaniem wyborów należy (art. 160 kodeksu):
- sprawowanie nadzoru nad przestrzeganiem prawa wyborczego,
- sprawowanie nadzoru nad prowadzeniem i aktualizowaniem rejestru wyborców oraz sporządzaniem spisów wyborców,
- powoływanie okręgowych i rejonowych komisji wyborczych oraz rozwiązywanie okręgowych, rejonowych i obwodowych komisji wyborczych po wykonaniu ich ustawowych zadań,
- powoływanie i odwoływanie komisarzy wyborczych, będących pełnomocnikami PKW wyznaczonymi na obszar stanowiący województwo lub jego część[50],
- rozpatrywanie skarg na działalność okręgowych komisji wyborczych oraz komisarzy wyborczych,
- ustalanie wzorów urzędowych formularzy oraz druków wyborczych, a także wzorów pieczęci organów wyborczych niższego stopnia,
- ustalanie i ogłaszanie wyników głosowania i wyników wyborów w zakresie określonym przepisami szczególnymi kodeksu,
- przedstawianie po każdych wyborach Prezydentowi Rzeczypospolitej, Marszałkowi Sejmu, Marszałkowi Senatu oraz Prezesowi Rady Ministrów informacji o realizacji przepisów kodeksu i ewentualnej propozycji ich zmian,
- prowadzenie i wspieranie działań informacyjnych zwiększających wiedzę obywateli na temat prawa wyborczego, w szczególności zasad głosowania,
- wykonywanie innych zadań określonych w ustawach.

Państwowa Komisja Wyborcza sama ustala swój regulamin, a także regulaminy komisarzy wyborczych oraz regulaminy okręgowych, rejonowych, terytorialnych i obwodowych komisji wyborczych (w szczególności: zasady i tryb pracy, sposób wykonywania zadań oraz sposób sprawowania nadzoru nad przestrzeganiem prawa wyborczego). Ponadto PKW m.in. określa warunki i sposób wykorzystania techniki elektronicznej przy ustalaniu wyników głosowania, sporządzaniu protokołów, sprawdzaniu pod względem zgodności arytmetycznej poprawności ustalenia wyników głosowania w obwodzie oraz ustalaniu wyników wyborów, a także zapewnia oprogramowanie do wykonania tych czynności. Obsługę informatyczną Komisji zapewnia Szef Krajowego Biura Wyborczego za pośrednictwem Zespołu Prawnego i Organizacji Wyborów. PKW wykonuje także czynności wynikające ze sprawowania nadzoru nad prowadzeniem i aktualizowaniem rejestru wyborców.
Państwowa Komisja Wyborcza wręcza nowo wybranym posłom i senatorom zaświadczenia o wyborze (art. 239 i 277 Kodeksu wyborczego).
Do szczegółowych zadań Państwowej Komisji Wyborczej należy badanie i ocena sprawozdań finansowych komitetów wyborczych. PKW opiniuje także projekty wskazanych w Kodeksie wyborczym aktów wykonawczych wydawanych przez właściwych ministrów oraz Krajową Radę Radiofonii i Telewizji.

### Pozostałe zadania
- Państwowa Komisja Wyborcza kontroluje gospodarkę finansową partii politycznych zgodnie z ustawą z dnia 27 czerwca 1997 r. o partiach politycznych[56].
- PKW prowadzi Rejestr Korzyści, służący monitorowaniu korzyści otrzymywanych przez osoby pełniące funkcje publiczne w Polsce i ich współmałżonków[57]. Rejestr Korzyści jest jawny. Jest prowadzony w postaci elektronicznej i udostępniany na stronach internetowych PKW.
- Na zlecenie Marszałka Sejmu Komisja weryfikuje podpisy popierające inicjatywę ustawodawczą obywateli[58] i pod wnioskiem o zarządzenie referendum ogólnokrajowego[59].

### Inne informacje
Państwowa Komisja Wyborcza była jednym z inicjatorów i założycieli Stowarzyszenia Europejskich Urzędników Wyborczych Centralnej i Wschodniej Europy, obecnie – Stowarzyszenia Europejskich Urzędników Wyborczych (Association of European Election Officials, ACEEEO). W marcu 2022, podczas inwazji Rosji na Ukrainę, w trybie natychmiastowym wystąpiła ze Stowarzyszenia w związku z niewykluczeniem z grona jego członków Rosji i Białorusi. 
PKW jest także wydawcą serii wydawniczej „Prawo wyborcze”, biuletynu „Przegląd Wyborczy”, a także opracowań okolicznościowych.

## Finansowanie
Środki na finansowanie działalności PKW znajdują się w części 11 budżetu państwa, której dysponentem jest Szef Krajowego Biura Wyborczego.
Członkom PKW przysługuje wynagrodzenie miesięczne, niezależnie od uposażenia wypłacanego z tytułu pełnionej funkcji sędziego albo uposażenia przysługującego sędziemu w stanie spoczynku. Wynagrodzenie jest ustalane na podstawie określonej w ustawie budżetowej kwoty bazowej przyjmowanej do ustalenia wynagrodzenia osób zajmujących kierownicze stanowiska państwowe, z zastosowaniem następujących mnożników: dla przewodniczącego 4,9, dla zastępcy przewodniczącego 4,48, a dla członka Komisji 4,2. Wynagrodzenie przysługuje wszystkim członkom Komisji w pełnej wysokości. Nie jest możliwe dokonywanie odliczeń z tytułu nieuczestniczenia w pracach PKW, bez względu na przyczynę absencji.

## Krajowe Biuro Wyborcze
Obsługę Państwowej Komisji Wyborczej w zakresie realizacji jej zadań zapewnia Krajowe Biuro Wyborcze (KBW), które jest m.in. odpowiedzialne za wszystkie kwestie organizacyjne i techniczne związane z przeprowadzeniem wyborów.
KBW jest centralnym, działającym w permanencji, profesjonalnym pomocniczym urzędem administracji wyborczej, podległym Szefowi Biura i niezależnym od innych niż organy wyborcze organów państwowych.